# Diocèse anglican de Peterborough
 (mai 2024).
Si vous disposez d'ouvrages ou d'articles de référence ou si vous connaissez des sites web de qualité traitant du thème abordé ici, merci de compléter l'article en donnant les références utiles à sa vérifiabilité et en les liant à la section « Notes et références ».
Le diocèse de Peterborough est un diocèse anglican de la province de Cantorbéry, créé en 1541 à partir du diocèse de Lincoln. Son siège est la cathédrale de Peterborough.
Il est divisé en deux archidiaconés :
- Northampton,
- Rutland.